# Apatophysis sinica
Apatophysis sinica là một loài bọ cánh cứng trong họ Cerambycidae.